# Вальдзольмс
Вальдзольмс (нем. Waldsolms) — община в Германии, в земле Гессен. Подчиняется административному округу Гиссен. Входит в состав района Лан-Дилль.  Население составляет 4955 человек (на 31 декабря 2010 года). Занимает площадь 44,75 км².